# Chisindia
Chisindia – wieś w Rumunii, w okręgu Arad, w gminie Chisindia. W 2011 roku liczyła 892 mieszkańców. 